# Rabia en animales

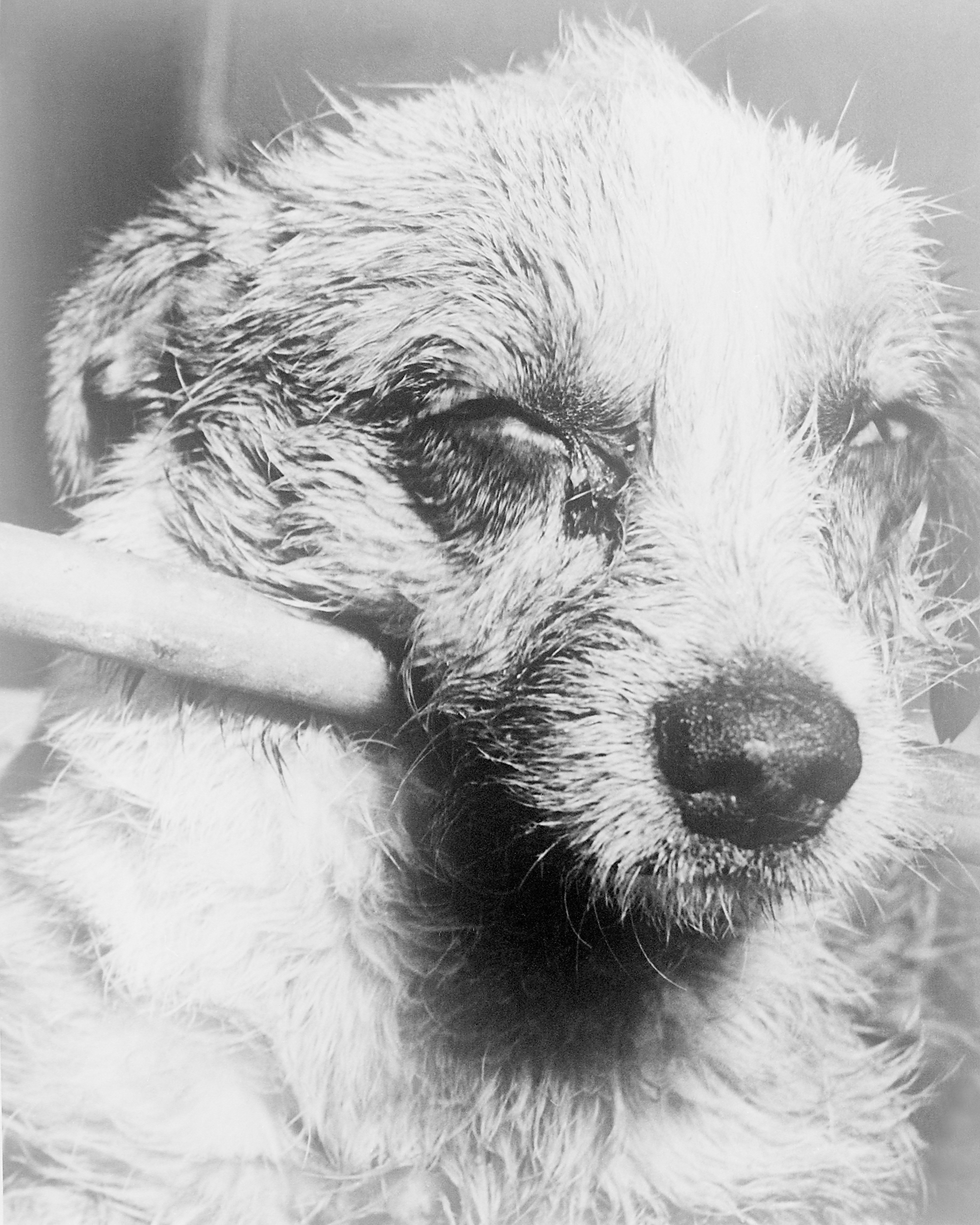
Primer plano de un perro en la fase tardía ("muda") de la rabia paralítica. Los animales con rabia "muda" parecen deprimidos, letárgicos y descoordinados. Poco a poco, quedan completamente paralizados. Cuando se les paralizan los músculos de la garganta y la mandíbula, los animales babean y tienen dificultades para tragar.

En los animales, la rabia es una enfermedad vírica zoonótica neuroinvasiva que provoca inflamación en el cerebro y suele ser mortal. La rabia, causada por el virus de la rabia, infecta principalmente a los mamíferos. En el laboratorio se ha descubierto que las aves pueden infectarse, así como los cultivos celulares de aves, reptiles e insectos. El cerebro de los animales con rabia se deteriora. Como consecuencia, tienden a comportarse de forma extraña y a menudo agresiva, lo que aumenta las posibilidades de que muerdan a otro animal o a una persona y transmitan la enfermedad.
Además de una agresividad irracional, el virus puede inducir hidrofobia ("miedo al agua") -en la que los intentos de beber agua o tragar provocan espasmos dolorosos de los músculos de la garganta o la laringe- y un aumento de la producción de saliva. Esto aumenta la probabilidad de transmisión, ya que el virus se multiplica y acumula en las glándulas salivales y se transmite principalmente por mordedura. La acumulación de saliva puede crear a veces un efecto de "espuma en la boca", que se asocia comúnmente con la rabia en los animales en la percepción pública y en la cultura popular; sin embargo, la rabia no siempre se presenta como tal, y puede ser transmitida sin que se manifiesten los síntomas típicos.
La mayoría de los casos de personas que contraen la rabia de animales infectados se dan en países en vías de desarrollo. Se calcula que en 2010 murieron 26.000 personas por esta enfermedad, frente a las 54.000 de 1990. La Organización Mundial de la Salud (OMS) informa de que los perros son la principal fuente de muertes humanas por rabia, ya que contribuyen hasta en un 99% a todas las transmisiones de la enfermedad a humanos. La rabia en perros, humanos y otros animales puede prevenirse mediante la vacunación.

## Etapas de la enfermedad
Se reconocen tres etapas de la rabia en perros y otros animales.
1. La primera fase, conocida como fase prodrómica, es un periodo de uno a tres días que se produce una vez que el virus llega al cerebro, y entra en el inicio de la encefalitis. Exteriormente, se caracteriza por cambios de comportamiento como inquietud, fatiga profunda e indicios de dolor como mordeduras o picores. Algunos animales muestran un comportamiento más social mientras que otros, por el contrario, se autoaíslan; se trata de una señal de alerta temprana de que el patógeno está cambiando el comportamiento de los huéspedes para acelerar la transmisión.[8] También puede haber cambios físicos como fiebre o náuseas. Una vez alcanzada esta fase, el tratamiento suele dejar de ser viable. El inicio de la fase prodrómica puede variar significativamente, lo que puede deberse a factores como la cepa del virus, la carga vírica, la vía de transmisión y la distancia que debe recorrer el virus por los nervios periféricos hasta llegar al sistema nervioso central. El periodo de incubación puede ser de meses a años en los seres humanos, pero suele ser de semanas o incluso de un día en la mayoría de los mamíferos.[9]
2. La segunda fase es la excitativa, que dura de tres a cuatro días. Es esta etapa la que suele conocerse como rabia furiosa, debido a la tendencia del animal afectado a ser hiperreactivo a los estímulos externos y a morder todo lo que esté cerca.
3. La tercera etapa es la paralítica o "muda" y está causada por daños en las neuronas motoras. La incoordinación se debe a la parálisis de las extremidades posteriores, y el babeo y la dificultad para tragar se deben a la parálisis de los músculos faciales y de la garganta. Esto inhabilita la capacidad del huésped para tragar, lo que provoca que la saliva salga a borbotones de la boca. Esto hace que las mordeduras sean la forma más común de propagación de la infección, ya que el virus se concentra más en la garganta y las mejillas, lo que provoca una gran contaminación de la saliva. La muerte suele producirse por parada respiratoria[10]

## Mamíferos

### Murciélagos
La rabia transmitida por murciélagos se da en toda América del Norte y del Sur, pero se estudió de cerca por primera vez en la colonia inglesa de Trinidad, en las Indias Occidentales. En esta isla, los murciélagos rabiosos se cobraban un elevado número de vidas humanas y de ganado. En los diez años transcurridos entre 1925 y 1935, murieron 89 personas y miles de cabezas de ganado, "la mayor mortalidad humana por murciélagos infectados de rabia registrada hasta la fecha en el mundo".
En 1931, el Dr. Joseph Lennox Pawan de Trinidad en las Indias Occidentales, un bacteriólogo del gobierno, encontró cuerpos de Negri en el cerebro de un murciélago con hábitos inusuales. En 1932, el Dr. Pawan descubrió que los murciélagos vampiros infectados podían transmitir la rabia a los humanos y otros animales. En 1934, el gobierno de Trinidad y Tobago inició un programa de erradicación de los murciélagos vampiro, al tiempo que fomentaba el cercado de las naves ganaderas y ofrecía programas gratuitos de vacunación para el ganado expuesto.
Tras la apertura del Laboratorio Regional de Virus de Trinidad en 1953, Arthur Greenhall demostró que al menos ocho especies de murciélagos de Trinidad habían sido infectadas por la rabia, incluidos el murciélago vampiro común, el raro murciélago vampiro de alas blancas, así como dos especies abundantes de murciélagos frugívoros: el murciélago de cola corta de Seba y el murciélago frugívoro jamaicano.
La secuenciación de datos recientes sugiere que los eventos de recombinación en un murciélago americano llevaron al virus moderno de la rabia a ganar la cabeza de un ectodominio de proteína G hace miles de años. Este cambio se produjo en un organismo que tenía tanto el virus de la rabia como otro virus carnívoro. La recombinación dio lugar a un cruce que proporcionó a la rabia una nueva tasa de éxito entre los hospedadores, ya que el ectodominio de la proteína G, que controla la unión y los receptores de pH, ahora también era adecuado para los hospedadores carnívoros.
La rabia críptica se refiere a infecciones no identificadas, que se remontan principalmente a formas particularmente virulentas en murciélagos de pelo plateado y tricolores. Por lo general, se trata de especies bastante reclusivas, por lo que el grado relativo de infección y las similitudes entre sus cepas son inusuales. Ambas son especies reservorio independientes de la rabia, pero constituyen un gran número de mordeduras. Esta ausencia de síntomas típicos puede causar a menudo retrasos importantes en el tratamiento y el diagnóstico, tanto en animales como en seres humanos, ya que es posible que no se realicen la profilaxis postexposición y las pruebas dFAT necesarias.

### Gatos
En Estados Unidos, los gatos domésticos son el animal con rabia más comúnmente notificado. En Estados Unidos, a partir de 2008, se han notificado entre 200 y 300 casos al año; en 2017, se notificaron 276 gatos con rabia. A partir de 2010, en todos los años desde 1990, los casos notificados de rabia en gatos superaron los casos de rabia en perros.
Los gatos que no han sido vacunados y tienen acceso al exterior son los que corren más riesgo de contraer la rabia, ya que pueden entrar en contacto con animales rabiosos. El virus suele transmitirse durante las peleas entre gatos u otros animales y se transmite por mordeduras, saliva o a través de las mucosas y heridas recientes. El virus puede incubarse desde un día hasta más de un año antes de que aparezcan los síntomas. Los síntomas aparecen rápidamente y pueden incluir agresividad inusual, inquietud, letargo, anorexia, debilidad, desorientación, parálisis y convulsiones. Se recomienda la vacunación de los felinos (incluidas las dosis de refuerzo) por un veterinario para prevenir la infección por rabia en los gatos de exterior.

### Ganado
En las zonas ganaderas donde son comunes los murciélagos vampiro, las vacas cercadas se convierten a menudo en el principal objetivo de los murciélagos (junto con los caballos), debido a su fácil accesibilidad en comparación con los mamíferos salvajes. En América Latina, los murciélagos vampiro son el principal reservorio del virus de la rabia. En Perú, por ejemplo, los investigadores han calculado que más de 500 reses mueren al año de rabia transmitida por murciélagos.
Los murciélagos vampiro están extinguidos en Estados Unidos desde hace miles de años (una situación que puede revertirse debido al cambio climático, ya que el área de distribución de los murciélagos vampiro en el norte de México se ha ido desplazando recientemente hacia el norte con el clima más cálido), por lo que el ganado estadounidense no es actualmente susceptible de contraer la rabia por este vector. Sin embargo, se han dado casos de rabia en vacas lecheras en Estados Unidos (quizá transmitida por mordeduras de cánidos), lo que hace temer que los humanos que consuman productos lácteos no pasteurizados de estas vacas puedan estar expuestos al virus.
Los programas de vacunación en América Latina han sido eficaces para proteger al ganado de la rabia, junto con otros enfoques como el sacrificio de poblaciones de murciélagos vampiros.

### Coyotes
La rabia es común en los coyotes y puede ser motivo de preocupación si interactúan con los humanos.

### Perros

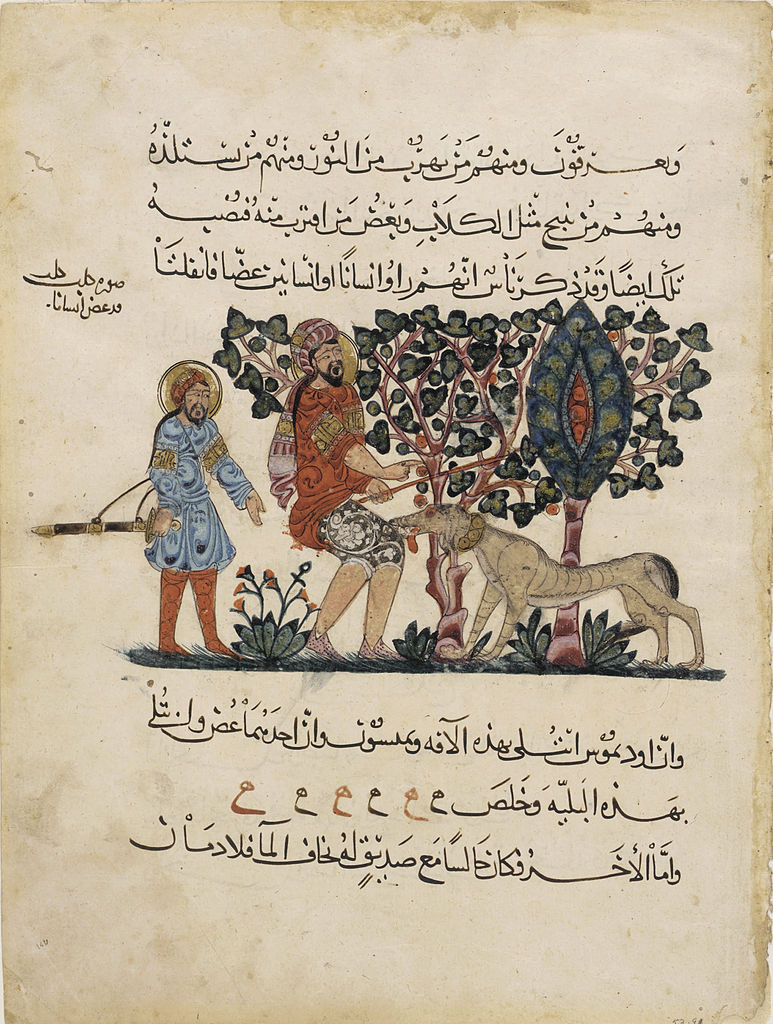
Folio de 1224 que representa a un perro rabioso mordiendo a un hombre.

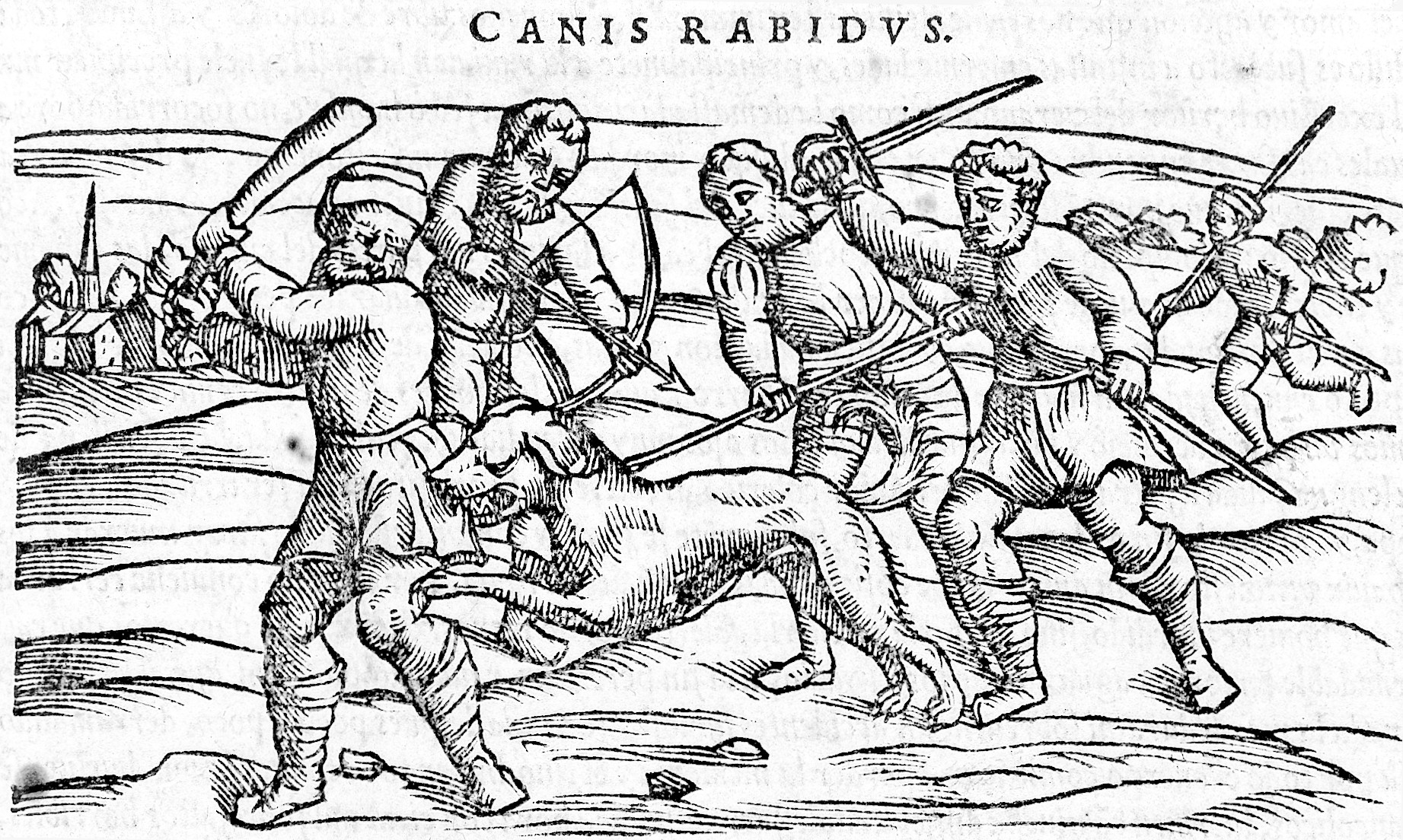
Imagen de 1566 que representa a un grupo de hombres que utilizan una variedad de armas para intentar matar a un perro rabioso que muerde a uno de los hombres en la pierna.

La rabia tiene una larga historia de asociación con los perros. El primer registro escrito de la rabia se encuentra en el Códice de Eshnunna (c. 1930 a. C.), que dicta que el dueño de un perro que muestre síntomas de rabia debe tomar medidas preventivas contra las mordeduras. Si una persona era mordida por un perro rabioso y más tarde moría, el dueño era multado con una considerable suma.
Casi todas las muertes humanas atribuidas a la rabia se deben a la rabia transmitida por perros en países donde los programas de vacunación canina no están suficientemente desarrollados para detener la propagación del virus.

### Zorros
La rabia es endémica en la mayor parte del mundo, aunque el tiempo de incubación y los tipos de antígenos cambian en función de su hospedador. La rabia ártica es una cepa específica del lisavirus de la rabia que está más estrechamente relacionada filogenéticamente con otra que se encuentra en la India, y tiene un periodo de incubación que puede durar hasta 6 meses, comparable al del virus en el ser humano. Se estudia muy poco debido a las dificultades de cultivo en laboratorio y para encontrar muestras, pero los estudios han mostrado variantes antigénicas únicas en diferentes huéspedes, más comúnmente el zorro ártico, Vulpes lagopus, una especie muy abundante. Aunque se afirma que esta cepa es menos patógena para los humanos, eso puede ser una correlación con las bajas tasas de exposición más que un hecho fisiológico.

### Caballos
Los caballos pueden contraer la rabia si interactúan con animales rabiosos en sus pastos, generalmente a través de mordeduras (por ejemplo, de murciélagos vampiros) en el hocico o las extremidades inferiores. Los signos incluyen agresividad, incoordinación, presión sobre la cabeza, movimientos en círculos, cojera, temblores musculares, convulsiones, cólicos y fiebre. Los caballos que sufren la forma paralítica de la rabia tienen dificultad para tragar y la mandíbula inferior caída debido a la parálisis de los músculos de la garganta y la mandíbula. La incubación del virus puede oscilar entre 2 y 9 semanas. La muerte suele producirse a los 4-5 días de la infección por el virus. No existen tratamientos eficaces contra la rabia en los caballos. Los veterinarios recomiendan una vacunación inicial del potro a los tres meses de edad, repetida al año y con un refuerzo anual.

### Monos
Los monos, al igual que los humanos, pueden contraer rabia; sin embargo, no suelen ser una fuente común de rabia. Los monos con rabia tienden a morir más rápidamente que los humanos. En un estudio, 9 de 10 monos desarrollaron síntomas graves o murieron dentro de los 20 días posteriores a la infección. La rabia suele ser una preocupación para las personas que viajan a países en desarrollo, ya que los monos son la fuente más común de rabia después de los perros en estos lugares.

### Conejos
A pesar de que la infección natural de los conejos es rara, son particularmente vulnerables al virus de la rabia; los conejos fueron utilizados para desarrollar la primera vacuna contra la rabia por Louis Pasteur en la década de 1880, y siguen siendo utilizados para las pruebas de diagnóstico de la rabia. El virus suele contraerse al ser atacado por otros animales rabiosos y puede incubarse en el conejo hasta 2-3 semanas. Los síntomas son debilidad en las extremidades, temblores en la cabeza, inapetencia, secreción nasal y muerte en 3-4 días. Actualmente no hay vacunas disponibles para los conejos. Los Institutos Nacionales de Salud recomiendan que los conejos se mantengan en el interior o encerrados en conejeras al aire libre que no permitan que otros animales entren en contacto con ellos.

### Pandas rojos
Aunque son raros, se han registrado casos de rabia en pandas rojos.

### Mofetas
En Estados Unidos no existe actualmente ninguna vacuna aprobada por el USDA para la cepa de rabia que afecta a las mofetas. Cuando se denuncian casos de mordeduras de mofetas a personas, se suele sacrificar a los animales para someterlos a pruebas de detección de la rabia. Se ha informado de la existencia de tres variantes diferentes de rabia en las mofetas rayadas de los estados del norte y el centro-sur del país.
Los seres humanos expuestos al virus de la rabia deben comenzar la profilaxis posterior a la exposición antes de que la enfermedad pueda progresar al sistema nervioso central. Por esta razón, es necesario determinar lo antes posible si el animal tiene efectivamente la rabia. Sin un periodo de cuarentena definitivo para las mofetas, no se aconseja poner en cuarentena a los animales, ya que no hay forma de saber cuánto tiempo puede tardar el animal en mostrar síntomas. Se recomienda el sacrificio de la mofeta y el análisis del cerebro para detectar la presencia del virus de la rabia.
Los propietarios de mofetas se han organizado recientemente para hacer campaña a favor de la aprobación por parte del USDA tanto de una vacuna como de un periodo de cuarentena oficialmente recomendado para las mofetas en Estados Unidos.

### Lobos
En circunstancias normales, los lobos salvajes suelen ser tímidos con los humanos, aunque se han registrado varios casos en los que han actuado con agresividad hacia ellos. Históricamente, la mayoría de los ataques mortales de lobos han estado relacionados con la rabia, que se registró por primera vez en lobos en el siglo XIII. El primer caso registrado de ataque de lobo rabioso se produjo en Alemania en 1557. Aunque los lobos no son reservorios de la enfermedad, pueden contagiarse de otras especies. Los lobos desarrollan un estado agresivo excepcionalmente grave cuando están infectados y pueden morder a numerosas personas en un solo ataque. Antes de que se desarrollara una vacuna, las mordeduras eran casi siempre mortales. Hoy en día, las mordeduras de lobo pueden tratarse, pero la gravedad de los ataques de lobos rabiosos puede provocar a veces la muerte directa, o una mordedura cerca de la cabeza hará que la enfermedad actúe demasiado rápido para que el tratamiento surta efecto.
Los ataques de rabia tienden a concentrarse en invierno y primavera. Con la reducción de la rabia en Europa y Norteamérica, se han registrado pocos ataques de lobos rabiosos, aunque todavía se producen algunos anualmente en Oriente Medio. Los ataques rabiosos pueden distinguirse de los depredadores por el hecho de que los lobos rabiosos se limitan a morder a sus víctimas en lugar de consumirlas. Además, la duración de los ataques depredadores puede durar a veces meses o años, a diferencia de los ataques rabiosos, que suelen terminar al cabo de quince días. Las víctimas de los lobos rabiosos suelen ser atacadas alrededor de la cabeza y el cuello de forma sostenida.

### Elefantes asiáticos
Estos elefantes, uno de los mamíferos terrestres más grandes del continente asiático, suelen vivir en la India, Indonesia, Nepal y Camboya, países que sufren epidemias de rabia. Alrededor del 1,4% de estos elefantes mueren de rabia, la mayoría de estos casos provienen de mordeduras/ataques de perros salvajes. Si no se trata, el mamífero puede sufrir rabia paralítica (muda) y sus extremidades empiezan a paralizarse lentamente. Con ello, el hambre disminuye, las deposiciones empiezan a cesar y el comportamiento del elefante puede empezar a cambiar. Al cabo de 5 días, el elefante asiático muere. En caso de tratamiento, los elefantes reciben anualmente el "toxoide tetánico equino". Estas criaturas vacunadas pueden desarrollar una respuesta inmunitaria humoral y combatir los síntomas mortales del virus de la rabia.

### Otros mamíferos placentarios
Los animales terrestres infectados con mayor frecuencia en los Estados Unidos son mapaches, mofetas, zorros y coyotes. Cualquier mordedura de estos animales salvajes debe considerarse una posible exposición al virus de la rabia.
La mayoría de los casos de rabia en roedores notificados a los Centros para el Control y la Prevención de Enfermedades de los Estados Unidos se han encontrado entre marmotas (marmotas). Los pequeños roedores como ardillas, hámsteres, cobayas, jerbos, ardillas listadas, ratas, ratones y lagomorfos como conejos y liebres casi nunca están infectados con la rabia y no se sabe que transmitan la rabia a los humanos.
Fuera de Estados Unidos, se han llevado a cabo numerosas investigaciones sobre animales que se salen de la norma de los patrones habituales de infección. Se sabe que la mangosta amarilla, originaria de Sudáfrica, es portadora asintomática del virus de la rabia desde hace varios años. En un estudio realizado en 1993, se detectaron varios brotes importantes en granjas adyacentes a lo largo de 11 años, todos ellos atribuibles a una sola población. La fase de latencia prolongada de este virus hace posible la transferencia horizontal en esta fase a través de la cría y las heridas típicas de las peleas territoriales. Se desconoce qué desencadena la aparición del virus cuando entra en la fase prodrómica, pero se baraja la hipótesis de que sea causada por factores de estrés como la falta de alimentos u otros factores estresantes en zonas muy pobladas. Lo que complica aún más la situación es la dificultad de realizar pruebas para detectar la rabia antes de la muerte, ya que ocupa células alrededor del tronco encefálico y en los nervios y la saliva.
En la misma región geográfica, el gran kudú, una especie de antílope de Namibia, también ha sufrido enormes brotes de rabia en sus poblaciones. El gran kudú pertenece a la familia de los antílopes Tragelaphini, más emparentada con las vacas que con otros antílopes, y es extremadamente sensible al virus. Durante la primera epidemia, de 1997 a 1996, hasta el 20% de la población sucumbió a la enfermedad; los análisis filogenéticos demostraron asimismo que la rápida propagación se produjo en gran medida por transferencia horizontal. Los kudus son un factor importante en la agricultura y la economía de Namibia, pero su condición de animales salvajes hace que la prevención de la enfermedad sea mucho más difícil.

### Mamíferos marsupiales y monotremas
La zarigüeya de Virginia (un marsupial, a diferencia de los otros mamíferos mencionados anteriormente, que son todos euterios / placentarios ), tiene una temperatura corporal interna más baja que la que prefiere el virus de la rabia y, por lo tanto, es resistente pero no inmune a la rabia. Los marsupiales, junto con los monotremas ( ornitorrincos y equidnas ), suelen tener temperaturas corporales más bajas que los euterios de tamaño similar.

## Aves
Las aves fueron infectadas artificialmente por primera vez con rabia en 1884, y se trabajó con una gran variedad de especies, incluidas aves domésticas y palomas. Cientos de años de pruebas han concluido que las aves infectadas son en gran medida, si no totalmente, asintomáticas, y se recuperan; un estudio de 1988 examinó una serie de aves de presa, como halcones de cola roja, águilas calvas, búhos cornudos y buitres, y concluyó que era poco probable que fueran reservorios de rabia. Se sabe que otras especies de aves desarrollan anticuerpos contra la rabia, un signo de infección, después de alimentarse de mamíferos infectados con rabia.